# Stap 81
Stap 81 was een politieke partij in de gemeente Zoetermeer. Ze was van 1982 - 1986 vertegenwoordigd in de gemeenteraad. Het voornaamste punt uit het partijprogramma was verbetering van het uitgaansleven. De bij de verkiezingen van 1982 gekozen lijsttrekker Corina de Jongh was nog geen 23 jaar oud, toen de minimum leeftijd voor een raadslid. Ook nummer twee op de lijst was niet oud genoeg, daarom nam de nummer drie, André Janson gedurende de eerste drie maanden van de raadsperiode zitting in de gemeenteraad. De Jongh werd geïnstalleerd zodra ze 23 werd. 

## Partijprogramma
De partij noemde zich niets voor niets de wekker van de slaapstad. Doordat ze voornamelijk uit studenten bestond werd ze vaak als jongerenpartij aangeduid. Ludieke acties van de partij droegen ook bij aan dit imago. Toch had de partij wel degelijk een volledig partijprogramma. Initiatiefnemers Jan Louwers en Ben Venmans hadden een programma geschreven met een financiële en wetenschappelijke onderbouwing. In het programma werden soms onorthodoxe standpunten ingenomen. Een voorbeeld daarvan was het standpunt over discriminatie en de inburgering van de nieuwe Nederlanders. Het partijprogramma merkte daarover op dat "mensen zijn mensen zeiden de mensen tegen de mensen".

## Gemeenteraad
Zodra de partij vertegenwoordigd was in de gemeenteraad werden niet alleen alle commissievergaderingen bezocht maar ook daar waar mogelijk overleg gevoerd met allerhande organisaties en burgers die gehoord wilden worden. De Jongh groeide al snel uit tot een populair raadslid. De befaamde Zoetermeerse politica Hannie van Leeuwen van het Christen-Democratisch Appèl noemde het een genoegen om naar het jongste lid te luisteren. De partij was geen protestpartij, ze wilde wel degelijk iets bereiken. Ze kwam doorgeens met goed doordachte standpunten die vaak door andere partijen werden overgenomen. Tekenend daarvoor was dat in het kernakkoord, een soort regeerakkoord op gemeentelijk niveau, een paragraaf over het uitgaansleven werd opgenomen.

## Media
De partij kreeg veel media-aandacht. Niet alleen op lokaal niveau maar ook landelijk. Dat De Jongh het jongste raadslid van Nederland was hielp daarbij. Door De Telegraaf werd zij gekozen tot een van de twaalf belangrijkste vrouwen van het jaar 1983. 

## Einde partij
Van aanvang af was afgesproken slechts vier jaar in de gemeenteraad actief te zijn. Buiten de partij werd dit veelal niet geloofd, maar in 1986 is de partij met een daverend feest opgeheven.